# Bukkulla
Bukkulla är en ort i Australien. Den ligger i kommunen Inverell och delstaten New South Wales, i den sydöstra delen av landet, omkring 480 kilometer norr om delstatshuvudstaden Sydney. Antalet invånare är 146.
Trakten runt Bukkulla är nära nog obefolkad, med mindre än två invånare per kvadratkilometer.. Närmaste större samhälle är Oakwood, omkring 18 kilometer sydväst om Bukkulla.
I omgivningarna runt Bukkulla växer huvudsakligen savannskog. Genomsnittlig årsnederbörd är 880 millimeter. Den regnigaste månaden är januari, med i genomsnitt 134 mm nederbörd, och den torraste är april, med 36 mm nederbörd.